# Övre Svarttjärnen (Stora Tuna socken, Dalarna)
Övre Svarttjärnen är en sjö i Borlänge kommun och Ludvika kommun i Dalarna och ingår i Dalälvens huvudavrinningsområde. Sjön har en area på 0,0631 kvadratkilometer och ligger 346,4 meter över havet.

## Delavrinningsområde
Övre Svarttjärnen ingår i det delavrinningsområde (669300-146330) som SMHI kallar för Inloppet i Hästbergs-Flatnan. Medelhöjden är 357 meter över havet och ytan är 6,82 kvadratkilometer. Räknas de 3 avrinningsområdena uppströms in blir den ackumulerade arean 22,84 kvadratkilometer. Tunaån (Flokån) som avvattnar avrinningsområdet har biflödesordning 2, vilket innebär att vattnet flödar genom totalt 2 vattendrag innan det når havet efter 261 kilometer. Avrinningsområdet består mestadels av skog (91 procent). Avrinningsområdet har 0,06 kvadratkilometer vattenytor vilket ger det en sjöprocent på 0,9 procent.